# Stereodon pandurifolius
Stereodon pandurifolius là một loài Rêu trong họ Hypnaceae. Loài này được (Herzog) Broth. miêu tả khoa học đầu tiên năm 1925.